# 난바 CITY

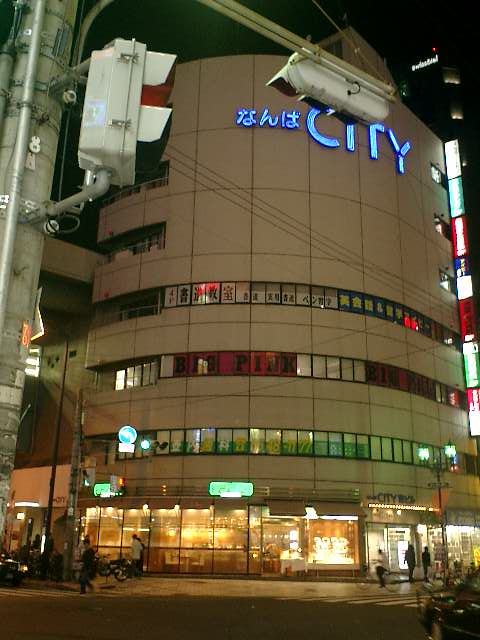
난바 CITY

난바 시티(なんばCITY)는 오사카부 오사카시 주오구와 나니와구에 걸쳐있는 난카이 그룹의 쇼핑 센터이다. 난카이 난바 역에 병설되어 있다.